# اومبرتو سابا
اومبرتو سابا (ایتالیایی: Umberto Saba؛ ۹ مارس ۱۸۸۳ – ۲۶ اوت ۱۹۵۷) یک شاعر، و رمان‌نویس اهل ایتالیا بود. وی برنده جایزه ویارجو (۱۹۴۶) شده است